# Пол Урлович
Пол Урлович (англ. Paul Urlovic, нар. 21 листопада 1978) — новозеландський футболіст, що грав на позиції нападника.
Виступав, зокрема, за клуб «Окленд Сіті», а також національну збірну Нової Зеландії.

## Клубна кар'єра
У дорослому футболі дебютував 1996 року виступами за команду «Сентрал Юнайтед», в якій провів чотири сезони. З цим клубом він виграв чемпіонат Нової Зеландії у 1999 році та двічі Кубок країни у 1997 та 1998 роках.
Згодом з 1999 по 2003 рік грав у складі команд австралійської Національної футбольної ліги «Мельбурн Найтс» та «Футбол Кінгз», після чого недовго пограв у Прем'єр-лізі Нового Південного Уельсу за «Блектаун Сіті».
2004 року Урлович став гравцем клубу «Окленд Сіті». Відіграв за команду з Окленда наступні шість сезонів своєї ігрової кар'єри. За цей час двічі виборював титул клубного чемпіона Океанії, завдяки чому у 2006 та 2009 роках брав участь з командою в клубному чемпіонаті світу, та чотири рази ставав чемпіоном Нової Зеландії.
Завершив ігрову кар'єру у команді «Трі Кінгз Юнайтед», за яку виступав протягом 2010—2012 років.

## Виступи за збірну
4 лютого 1998 року дебютував в офіційних матчах у складі національної збірної Нової Зеландії в товариській грі проти Чилі (0:0). А вже восени зі збірною він був учасником кубка націй ОФК 1998 року в Австралії, здобувши того року титул переможця турніру. Урлович зіграв у одному матчі проти Вануату (8:1). Перемога дозволила новозеландцям представляти федерацію на Кубку конфедерацій 1999 року, вперше у своїй історії. На турнірі в Мексиці Пол на поле не виходив, а його команда програла всі три гри і не вийшла з групи.
На черговому Кубку націй ОФК 2000 року у Французькій Полінезії Урлович зіграв у трьох з чотирьох іграх, але цього разу його команда поступилась австралійцям у фіналі і здобула лише «срібло».
На третьому і останньому для себе Кубку націй ОФК 2002 року у Новій Зеландії Урлович зіграв у двох матчах — з Папуа-Новою Гвінеєю та Соломоновими островами, в якому забив гол, здобувши того року титул переможця турніру.
Після цього тривалий час Урлович за збірну не грав і лише у квітні 2006 року він зіграв у двох товариських іграх проти Чилі, які і стали його останніми за збірну. Всього протягом кар'єри у національній команді, яка тривала 9 років, провів у її формі 27 матчів, забивши 5 голів.

## Титули і досягнення
- Чемпіон Нової Зеландії (5): 1999, 2004/05, 2005/06, 2006/07, 2008/09
- Клубний чемпіон Океанії (2): 2006, 2008–2009
- Володар Кубка націй ОФК (2): 1998, 2002
- Срібний призер Кубка націй ОФК: 2000